# Kultursamverkansmodellen
Kultursamverkansmodellen är en finansieringsmodell av kultur i Sverige.

## Bakgrund
Kultursamverkansmodellen lanserades 2011 av Regeringen Reinfeldt med målet att ge den regionala nivån ökat självbestämmande kring sina prioriteringar och förutsättningar. Regeringen har gett i uppdrag till Kulturrådet att varje år fördela pengar till regionerna. Ambitionen i satsningen var att regionerna i samverkan med kommuner, kulturorganisationer och kulturföreningar tar fram varsin kulturplan, där de beskriver läget och vad som behöver utvecklas och satsas på. Kulturplanerna blir också ett underlag när Kulturrådet bestämmer hur mycket varje region ska få. Kulturplanen är normalt tre- eller fyraårig. Regionernas politiker bestämmer sedan hur pengarna fördelas i länet. Innan modellen infördes bestämde staten vilka regionala kulturinstitutioner som var berättigade till statligt stöd. Staten har ett fortsatt övergripande strategiskt ansvar för den nationella kulturpolitiken. 

## Omfattning
Kultursamverkansmodellen omfattar ungefär 20 % av kulturbudgeten. Genom den kanaliseras 4,7 miljarder av skattemedlen.
Samtliga län, utom Stockholm, är sedan 2013 med i kultursamverkansmodellen.
De sju verksamhetsområden som ingår i kultursamverkansmodellen är:
1. professionell teater-, dans- och musikverksamhet,
2. regional museiverksamhet,
3. regional biblioteksverksamhet, läs- och litteraturfrämjande verksamhet
4. professionell bild- och formverksamhet,
5. regional enskild arkivverksamhet,
6. filmkulturell verksamhet och
7. hemslöjdsfrämjande verksamhet.[5]

## Samverkansrådet
Inom ramen för kultursamverkansmodellen finns ett samverkansråd. Rådet samordnar de statliga perspektiven och värnar de nationella kulturpolitiska målen inom modellen. Det är regeringen som bestämmer vilka statliga myndigheter och nationella institutioner som ska ingå i samverkansrådet.
Myndigheter och organisationer i Samverkansrådet är:
1. Kulturrådet (ordförande)
2. Konstnärsnämnden,
3. Statens konstråd,
4. Kungliga biblioteket,
5. Länsstyrelserna (genom Länsstyrelsen i Gotlands län),
6. Nämnden för hemslöjdsfrågor,
7. Riksteatern,
8. Riksantikvarieämbetet,
9. Riksarkivet
10. Svenska Filminstitutet.

## Utredning
I juli 2022 utsåg Regeringen Mats Svegfors, tidigare chefredaktör för Svenska Dagbladet och före detta vd för Sveriges Radio, att genomföra en översyn av kultursamverkansmodellen. Utredningens uppdrag är att se över modellen i syfte att bidra till bland annat ökad tillgång till kultur i hela landet och breddat deltagande i kulturlivet. Uppdraget ska redovisas senast den 29 september 2023. 